# Paul Marie Rapatel
Paul Marie Rapatel, né à Rennes paroisse Saint-Sauveur le 13 mars 1782 et mort le 2 janvier 1852 à Paris, est un général français

## Le Directoire et l'Empire
Paul Marie Rapatel est le fils de Jean Michel Rapatel et de Jeanne Françoise Beauvais. Dix de ses frères servirent comme lui la France, et plusieurs en qualité d'officiers généraux.
Entré au service le 19 février 1798, dans la compagnie territoriale d'Ille-et-Vilaine, il avait à peine 16 ans. Il obtint tous les grades subalternes dans l'armée de l'Ouest, fut nommé sous-lieutenant le 21 mai 1800, passa dans la 52e demi-brigade à l'armée d'Italie, y resta jusqu'en 1806 et s'y distingua en plusieurs occasions. Il fut blessé au passage du Mincio, à l'affaire de Caldiero sous Vérone.
En 1806, M. Rapatel entra avec son grade de lieutenant dans la Garde du roi de Naples. Le 27 janvier 1808, au passage du Trivento, il se jeta à la nage au plus fort du courant et sauva un voltigeur emporté par les eaux. Le roi de Naples lui écrivit le même jour une lettre flatteuse et le nomma capitaine et adjudant du Palais. M. Rapatel servit le roi Joseph Bonaparte en Espagne. Il y fit les campagnes de 1808 à 1813, et fut nommé successivement chef de bataillon, lieutenant-colonel et colonel. Pendant ces campagnes, M. Rapatel fut plusieurs fois cité honorablement. Dans les journées des 17, 18 et 19 novembre 1810, près de Quesada, avec 750 hommes, il fit à l'ennemi près de 500 prisonniers qu'il réussit à ramener, malgré les efforts d'un corps d'Espagnols réunis sur son passage.

## La Restauration et les Cent-Jours
En 1815, le colonel Rapatel assista à la courte campagne de Belgique. Le 16 juin à Fleurus, il se signala en s'emparant, secondé par quelques cavaliers, d'une pièce de douze. Le même jour, chargé par le général Habert d'enlever, à la tête de six compagnies de voltigeurs, le village de Saint-Amand, il s'en empara et fit prisonniers 800 Prussiens qui défendaient le cimetière. Le surlendemain, jour de la bataille de Waterloo, il marchait à la tête de la colonne qui occupa Wavre ;  ayant remarqué un moment d'hésitation, il saisit l'Aigle du 34e et, suivi de quelques braves, il franchit le pont barricadé de la Dyle, força les Prussiens à se retirer, et sa division resta maîtresse de Wavre
À la seconde Restauration, le 16 août 1815, le colonel Rapatel reçut le commandement de la légion de l'Ariège (devenue 5e léger le 17 novembre 1820). M. Rapatel fit la campagne d'Espagne en 1823 à la tête de ce régiment. Nommé, cette même année, maréchal de camp, il commanda la 2e brigade de la 11e division du 8e corps de l'armée des Pyrénées, puis la 2e brigade de la 11e division d'occupation de la Catalogne.
Après la révolution de Juillet, M. Rapatel fut d'abord appelé au commandement d'une brigade de l'armée du Nord. Nommé lieutenant-général en 1833 au siège d'Anvers, il fut envoyé l'année suivante en Afrique avec le titre de commandant de toutes les troupes et inspecteur général. C'était à cette époque la position militaire la plus importante de la colonie. Il l'occupa pendant quatre ans.
En plusieurs circonstances, le général Rapatel donna aux soldats l'exemple de la bravoure en chargeant l'ennemi à la tête de la cavalerie.
Au mois de mai 1837, le général Rapatel revint en France, après avoir remis le commandement des troupes au général Damrémont. Son départ fut accompagné d'unanimes regrets.
À son retour d'Afrique, le général Rapatel fut nommé inspecteur général d'infanterie, et en décembre de la même année il fut de nouveau appelé en Algérie. Il conserva ce commandement pendant treize mois. Une maladie grave à laquelle il faillit succomber l'obligea à rentrer en France.
Depuis lors, il remplit les fonctions d'inspecteur général et de membre du comité d'infanterie. En 1841, il commandait la 1re division d'infanterie du camp de Compiègne.
Le général de division baron Rapatel est grand officier de la Légion-d'Honneur, chevalier de Saint-Louis, grand-croix des Ordres espagnols de Ferdinand et Isabelle, grand officier de l'ordre de Léopold de Belgique, caballero de numéro de l'ordre de Ferdinand d'Espagne, etc.
Il est pair de France de 1846 à 1848 et député de la Seine de 1849 à 1851, siégeant à droite.

## Divers
Il existe une rue Rapatel à Montreuil (93100) et une à Rennes (35200).
Les papiers personnels de Paul Marie Rapatel sont conservés aux Archives nationales sous la cote 236AP